# Oscar 2004
A 76.ª cerimônia do Oscar ou Oscar 2004 (no original: 76th Academy Awards), apresentada pela Academia de Artes e Ciências Cinematográficas (AMPAS), homenageou os melhores filmes, atores e técnicos de 2003. Aconteceu em 29 de fevereiro de 2004 no Teatro Dolby, Hollywood, em Los Angeles, às 17h30min no horário local. Durante a cerimônia, foram distribuídos os prêmios da Academia em vinte e quatro categorias, e a transmissão ao vivo foi realizada pela rede televisiva estadunidense American Broadcasting Company (ABC), com produção de Joe Roth e direção de Louis J. Horvitz. O ator Billy Crystal foi o anfitrião do evento pela oitava vez, que havia apresentado pela primeira vez o Oscar 1990 e pela última, até então, o Oscar 2000. Duas semanas antes, em uma cerimônia no hotel Langham Huntington, em Pasadena, Califórnia, realizada em 14 de fevereiro, o Oscar Científico ou Técnico foi entregue sob apresentação de Jennifer Garner.
The Lord of the Rings: The Return of the King venceu todas as onze categorias a que foi indicado, sendo o filme mais premiado, ao lado de Ben-Hur (1959) e Titanic (1997), com a conquista de melhor filme e melhor diretor para Peter Jackson. Destacaram-se também Master and Commander: The Far Side of the World e Mystic River, condecorados com duas estatuetas cada. A apresentação televisionada contabilizou 44 milhões de telespectadores nos Estados Unidos, tornando-se a atração mais assistida dos últimos quatro anos. Esta edição se popularizou no Brasil pela presença de Cidade de Deus, produção nacional, indicada a quatro categorias: melhor diretor para Fernando Meirelles, melhor roteiro adaptado para Bráulio Mantovani, melhor fotografia para César Charlone e melhor edição para Daniel Rezende. Além deste, o mundo lusófono marcou presença na categoria de melhor curta-metragem de animação, pela direção do brasileiro Carlos Saldanha em Gone Nutty, e de melhor fotografia com o trabalho do português Eduardo Serra em Girl with a Pearl Earring.

## Indicados e vencedores
Os indicados ao Oscar 2004 foram anunciados em 24 de janeiro de 2004, às 5h38min no horário local, no Samuel Goldwyn Theater em Beverly Hills, por Frank Pierson, presidente da Academia, e pela atriz Sigourney Weaver. O filme The Lord of the Rings: The Return of the King se sobrepôs com indicação em onze categorias; Master and Commander: The Far Side of the World, em seguida, recebeu dez. O brasileiro Cidade de Deus repercutiu no mundo lusófono, indicado a quatro categorias.
Os vencedores foram anunciados durante a cerimônia de premiação em 29 de fevereiro de 2004. Vencedor de todas as onze categorias indicadas, The Lord of the Rings: The Return of the King se equiparou a Ben-Hur e Titanic como a obra cinematográfica mais premiada no Oscar, além de superar Gigi (1958) e The Last Emperor (1987), os quais conquistaram todas as nomeações (9) em seus respectivos anos. A indicação de Sofia Coppola à melhor direção a tornou a primeira mulher americana e terceira mulher em geral nesta categoria; sua vitória em melhor roteiro original fez dela a segunda pessoa da terceira geração de uma família (Carmine Coppola e Francis Ford Coppola) a conquistar o Oscar. Aos treze anos, Keisha Castle-Hughes tornava-se a candidata mais jovem na categoria de melhor atriz, superada por Quvenzhané Wallis, indicada com nove, dez anos mais tarde.

### Prêmios
Indica o vencedor dentro de cada categoria.
| Melhor Filme The Lord of the Rings: The Return of the King – Barrie M. Osborne, Peter Jackson e Fran Walsh - Lost in Translation – Ross Katz e Sofia Coppola - Master and Commander: The Far Side of the World – Duncan Henderson, Samuel Goldwyn Jr. e Peter Weir - Mystic River – Judie C. Hoyt, Clint Eastwood e Robert Lorenz - Seabiscuit – Kathleen Kennedy, Frank Marshall e Gary Ross | Melhor DiretorPeter Jackson – The Lord of the Rings: The Return of the King - Clint Eastwood – Mystic River - Fernando Meirelles – Cidade de Deus - Peter Weir – Master and Commander: The Far Side of the World - Sofia Coppola – Lost in Translation |
| Melhor Ator/Actor (Principal)Sean Penn – Mystic River como Jimmy Markum - Johnny Depp – Pirates of the Caribbean: The Curse of the Black Pearl como Jack Sparrow - Ben Kingsley – House of Sand and Fog como Massoud Amir Behrani - Jude Law – Cold Mountain como W. P. Inman - Bill Murray – Lost in Translation como Bob Harris                                                             | Melhor Atriz/Actriz (Principal)Charlize Theron – Monster como Aileen Wuornos - Keisha Castle-Hughes – Whale Rider como Paikea Apirana - Diane Keaton – Something's Gotta Give como Erika Berry - Samantha Morton – In America como Sarah Sullivan - Naomi Watts – 21 Grams como Cristina "Cris" Williams-Peck |
| Melhor Ator/Actor Coadjuvante/SecundárioTim Robbins – Mystic River como Dave Boyle - Alec Baldwin – The Cooler como Shelley Kaplow - Benicio del Toro – 21 Grams como Jack Jordan - Djimon Hounsou – In America como Mateo Kuamey - Ken Watanabe – The Last Samurai como Moritsugu Katsumoto                                                                                                  | Melhor Atriz/Actriz Coadjuvante/SecundáriaRenée Zellweger – Cold Mountain como Ruby Thewes - Shohreh Aghdashloo – House of Sand and Fog como Nadereh Behrani - Patricia Clarkson – Pieces of April como Joy Burns - Marcia Gay Harden – Mystic River como Celeste Boyle - Holly Hunter – Thirteen como Melanie Freeland |
| Melhor Roteiro/Argumento - OriginalLost in Translation – Sofia Coppola - Dirty Pretty Things – Steven Knight - Finding Nemo – Andrew Stanton, Bob Peterson e David Reynolds - In America – Naomi Sheridan, Jim Sheridan e Kirsten Sheridan - Les Invasions barbares – Denys Arcand | Melhor Roteiro/Argumento - AdaptadoThe Lord of the Rings: The Return of the King – Peter Jackson, Fran Walsh e Philippa Boyens por The Return of the King de J. R. R. Tolkien - American Splendor – Shari Springer Berman e Robert Pulcini por American Splendor de Harvey Pekar e Our Cancer Year de Pekar e Joyce Brabner - Cidade de Deus – Bráulio Mantovani por Cidade de Deus de Paulo Lins - Mystic River – Brian Helgeland por Mystic River de Dennis Lehane - Seabiscuit – Gary Ross por Seabiscuit: An American Legend de Laura Hillenbrand |
| Melhor Filme de AnimaçãoFinding Nemo – Andrew Stanton - Brother Bear – Aaron Blaise e Robert Walker - Les triplettes de Belleville – Sylvain Chomet | Melhor Filme EstrangeiroLes Invasions barbares ( Canadá) – Denys Arcand - Ondskan ( Suécia) – Mikael Håfström - Tasogare Seibei ( Japão) – Yôji Yamada - De tweeling ( Países Baixos) – Ben Sombogaart - Želary ( Chéquia) – Ondřej Trojan |
| Melhor Documentário em Longa-metragemThe Fog of War – Errol Morris e Michael Williams - Balseros – Carles Bosch e Josep Maria Domènech - Capturing the Friedmans – Andrew Jarecki e Marc Smerling - My Architect – Nathaniel Kahn e Susan Rose Behr - The Weather Underground – Sam Green e Bill Siegel                                                                                       | Melhor Documentário em Curta-metragemChernobyl Heart – Maryann DeLeo - Asylum – Sandy McLeod e Gini Reticker - Ferry Tales – Katja Esson |
| Melhor Curta-metragemTwo Soldiers – Aaron Schneider e Andrew J. Sacks - Die rote Jacke – Florian Baxmeyer - Most – Bobby Garabedian e William Zabka - Squash – Lionel Bailliu - (A) Torzija [(A) Torsion] – Stefan Arsenijević | Melhor Animação em Curta-metragemHarvie Krumpet – Adam Elliot - Boundin' – Bud Luckey - Destino – Dominique Monfery e Roy E. Disney - Gone Nutty – Carlos Saldanha e John C. Donkin - Nibbles – Christopher Hinton |
| Melhor Trilha Sonora/Banda SonoraThe Lord of the Rings: The Return of the King – Howard Shore - Big Fish – Danny Elfman - Cold Mountain – Gabriel Yared - House of Sand and Fog – James Horner - Finding Nemo – Thomas Newman | Melhor Canção original"Into the West" por The Lord of the Rings: The Return of the King – Fran Walsh, Howard Shore e Annie Lennox - "A Kiss at the End of the Rainbow" por A Mighty Wind – Michael McKean e Annette O'Toole - "You Will Be My Ain True Love" por Cold Mountain – Sting - "The Scarlet Tide" por Cold Mountain – T-Bone Burnett e Elvis Costello - "Belleville Rendez-vous" por Les triplettes de Belleville – Benoît Charest e Sylvain Chomet                                                                                         |
| Melhor Edição de SomMaster and Commander: The Far Side of the World – Richard King - Pirates of the Caribbean: The Curse of the Black Pearl – Christopher Boyes e George Watters II - Finding Nemo – Gary Rydstrom e Michael Silvers | Melhor mixagem/mistura de SomThe Lord of the Rings: The Return of the King – Christopher Boyes, Michael Semanick, Michael Hedges e Hammond Peek - The Last Samurai – Andy Nelson, Anna Behlmer e Jeff Wexler - Seabiscuit – Andy Nelson, Anna Behlmer e Tod A. Maitland - Pirates of the Caribbean: The Curse of the Black Pearl – Christopher Boyes, David Parker, David E. Campbell e Lee Orloff - Master and Commander: The Far Side of the World – Paul Massey, Doug Hemphill e Art Rochester                                                     |
| Melhor Direção de ArteThe Lord of the Rings: The Return of the King – Grant Major, Dan Hennah e Alan Lee - Girl with a Pearl Earring – Ben van Os e Cecile Heideman - Seabiscuit – Jeannine Oppewall e Leslie Pope - The Last Samurai – Lilly Kilvert e Gretchen Rau - Master and Commander: The Far Side of the World – William Sandell e Robert Gould                                       | Melhor Cinematografia/FotografiaMaster and Commander: The Far Side of the World – Russell Boyd - Cidade de Deus – César Charlone - Girl with a Pearl Earring – Eduardo Serra - Seabiscuit – John Schwartzman - Cold Mountain – John Seale |
| Melhor Maquiagem e PenteadosThe Lord of the Rings: The Return of the King – Richard Taylor e Peter King - Pirates of the Caribbean: The Curse of the Black Pearl – Ve Neill e Martin Samuel - Master and Commander: The Far Side of the World – Edouard Henriques e Yolanda Toussieng | Melhor Figurino/Guarda-RoupaThe Lord of the Rings: The Return of the King – Ngila Dickson e Richard Taylor - Girl with a Pearl Earring – Dien van Straalen - Seabiscuit – Judianna Makovsky - The Last Samurai – Ngila Dickson - Master and Commander: The Far Side of the World – Wendy Stites |
| Melhor Edição/MontagemThe Lord of the Rings: The Return of the King – Jamie Selkirk - Cidade de Deus – Daniel Rezende - Master and Commander: The Far Side of the World – Lee Smith - Cold Mountain – Walter Murch - Seabiscuit – William Goldenberg | Melhores Efeitos VisuaisThe Lord of the Rings: The Return of the King – Jim Rygiel, Randall William Cook, Alex Funke e Joe Letteri - Master and Commander: The Far Side of the World – Dan Sudick, Stefen Fangmeier, Nathan McGuinness e Robert Stromberg - Pirates of the Caribbean: The Curse of the Black Pearl – John Knoll, Hal Hickel, Charles Gibson e Terry Frazee |

### Prêmios honorários
- Blake Edwards — "Em reconhecimento à sua escrita, direção e produção de um trabalho extraordinário para o cinema".[20]

### Filmes com mais prêmios e indicações
| Indicações | Filme                                                  |
| ---------- | ------------------------------------------------------ |
| 11         | The Lord of the Rings: The Return of the King          |
| 10         | Master and Commander: The Far Side of the World        |
| 7          | Cold Mountain                                          |
| 7          | Seabiscuit                                             |
| 6          | Mystic River                                           |
| 5          | Pirates of the Caribbean: The Curse of the Black Pearl |
| 4          | Cidade de Deus                                         |
| 4          | Finding Nemo                                           |
| 4          | The Last Samurai                                       |
| 4          | Lost in Translation                                    |
| 3          | Girl with a Pearl Earring                              |
| 3          | House of Sand and Fog                                  |
| 3          | In America                                             |
| 2          | Les Invasions barbares                                 |
| 2          | Les triplettes de Belleville                           |
| 2          | 21 Grams                                               |

| Vitórias | Filme                                           |
| -------- | ----------------------------------------------- |
| 11       | The Lord of the Rings: The Return of the King   |
| 2        | Master and Commander: The Far Side of the World |
| 2        | Mystic River                                    |

## Apresentadores e performances
As seguintes personalidades apresentaram categorias ou realizaram números individuais:

### Apresentadores (em ordem de aparição)
| Nome                                 | Função                                                                                             |
| ------------------------------------ | -------------------------------------------------------------------------------------------------- |
| Andy Geller                          | Anunciou o início da cerimônia                                                                     |
| Sean Connery                         | Apresentou a montagem da abertura                                                                  |
| Catherine Zeta-Jones                 | Apresentou a categoria de melhor atriz coadjuvante                                                 |
| Ian McKellen                         | Apresentou o segmento do filme The Lord of the Rings: The Return of the King                       |
| Angelina Jolie                       | Apresentou a categoria de melhor direção de arte                                                   |
| Robin Williams                       | Apresentou a categoria de melhor filme em animação                                                 |
| Renée Zellweger                      | Apresentou a categoria de melhor figurino                                                          |
| Nicolas Cage                         | Apresentou o segmento do filme Master and Commander: The Far Side of the World                     |
| Chris Cooper                         | Apresentou a categoria de melhor atriz coadjuvante                                                 |
| Tom Hanks                            | Apresentou o tributo em homenagem a Bob Hope                                                       |
| Ben Stiller e Owen Wilson            | Apresentaram as categorias de melhor curta-metragem e melhor curta-metragem em animação            |
| Liv Tyler                            | Introduziu as performances de "You Will Be My Ain True Love", "The Scarlet Tide" e "Into the West" |
| Jada Pinkett Smith e Will Smith      | Apresentaram a categoria de melhores efeitos visuais                                               |
| Jennifer Garner                      | Apresentou o Oscar Científico ou Técnico e o Gordon E. Sawyer Award                                |
| Jim Carrey                           | Apresentou o Oscar Honorário a Blake Edwards                                                       |
| Bill Murray                          | Apresentou o segmento do filme Lost in Translation                                                 |
| Scarlett Johansson                   | Apresentou a categoria de melhor maquiagem e penteados                                             |
| Sandra Bullock e John Travolta       | Apresentaram as categorias de melhor edição de som e melhor mixagem de som                         |
| Julia Roberts                        | Apresentou o tributo em homenagem a Katharine Hepburn                                              |
| Oprah Winfrey                        | Apresentou o segmento do filme Mystic River                                                        |
| John Cusack e Diane Lane             | Apresentaram a categoria de melhor documentário de curta-metragem                                  |
| Alec Baldwin e Naomi Watts           | Apresentaram a categoria de melhor documentário de longa-metragem                                  |
| Frank Pierson                        | Apresentou o tributo In Memoriam                                                                   |
| Phil Collins e Sting                 | Apresentaram a categoria de melhor trilha sonora                                                   |
| Pierce Brosnan e Julianne Moore      | Apresentaram a categoria de melhor edição                                                          |
| Jamie Lee Curtis                     | Introduziu as performances de "A Kiss at the End of the Rainbow" e "Belleville Rendez-vous"        |
| Jack Black e Will Ferrell            | Apresentaram a categoria de melhor canção                                                          |
| Charlize Theron                      | Apresentou a categoria de melhor filme estrangeiro                                                 |
| Jude Law e Uma Thurman               | Apresentaram a categoria de melhor fotografia                                                      |
| Francis Ford Coppola e Sofia Coppola | Apresentaram a categoria de melhor roteiro adaptado                                                |
| Tobey Maguire                        | Apresentou o segmento do filme Seabiscuit                                                          |
| Tim Robbins e Susan Sarandon         | Apresentaram a categoria de melhor roteiro original                                                |
| Tom Cruise                           | Apresentou a categoria de melhor diretor                                                           |
| Adrien Brody                         | Apresentou a categoria de melhor atriz                                                             |
| Nicole Kidman                        | Apresentou a categoria de melhor ator                                                              |
| Steven Spielberg                     | Apresentou a categoria de melhor filme                                                             |

### Performances (em ordem de aparição)
| Nome                              | Função          | Performance |
| --------------------------------- | --------------- | --- |
| Marc Shaiman e Harold Wheeler     | Arranjo musical | Orquestra |
| Billy Crystal                     | Anfitrião       | Números de abertura: Mystic River (à sintonia de "Ol' Man River" de Show Boat), Lost in Translation (à sintonia de "Maria" de West Side Story), The Lord of the Rings: The Return of the King (à sintonia de "My Favorite Things" de The Sound of Music), Seabiscuit (à sintonia de "Goldfinger" de Goldfinger) e Master and Commander: The Far Side of the World (à sintonia de "Come Fly with Me" de Frank Sinatra) |
| Alison Krauss e Sting             | Performance     | "You Will Be My Ain True Love" de Cold Mountain |
| Elvis Costello e Allison Krauss   | Performance     | "The Scarlet Tide" de Cold Mountain |
| Annie Lennox                      | Performance     | "Into the West" de The Lord of the Rings: The Return of the King |
| Eugene Levy e Catherine O'Hara[a] | Performance     | "A Kiss at the End of the Rainbow" de A Mighty Wind |
| Béatrice Bonifassi Benoît Charest | Performance     | "Belleville Rendez-vous" de Les triplettes de Belleville |
| Jack Black e Will Ferrell         | Performance     | Paródia de "Get Off the Stage" durante a apresentação de melhor canção original |

## Cerimônia

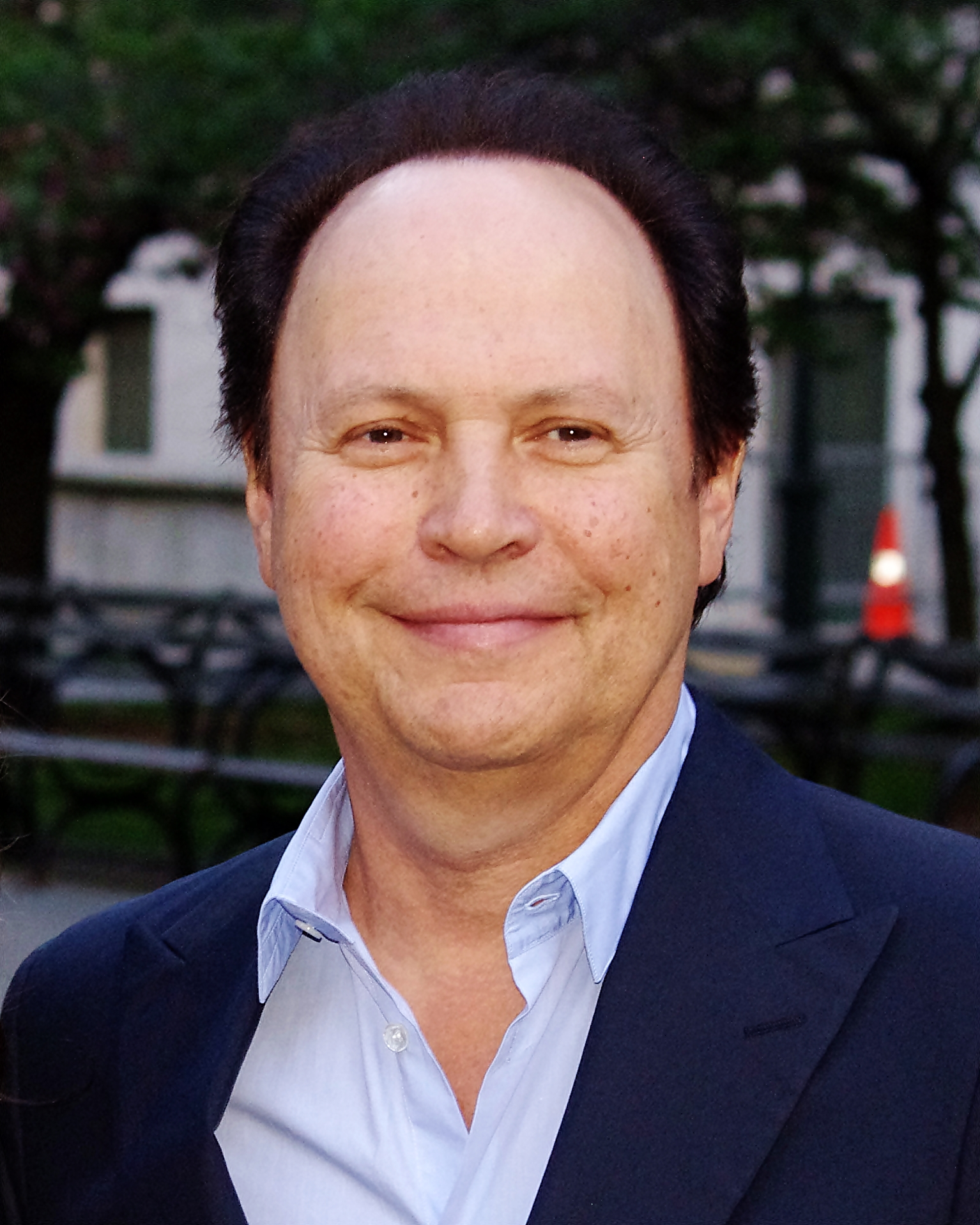
O ator Billy Crystal foi o anfitrião do Oscar 2004.

Em decorrência da baixa audiência da cerimônia anterior, a Academia procurou realizar várias mudanças e contratar um novo produtor para o Oscar 2004. A principal modificação foi adiantar a data da premiação: nos anos anteriores, geralmente ocorria no final de março ou início de abril; aqui, decidiram marcá-la para o último dia de fevereiro. O diretor de comunicações da AMPAS, John Pavlik, explicou que o propósito de mudar a transmissão para um mês antes era "facilitar e reforçar a cobertura televisiva e proteger o status do Oscar como o evento de premiação preeminente do país". Alguns especialistas da indústria cinematográfica especularam que efetivar a cerimônia em fevereiro foi implementada também para aplacar intensa campanha diante da distribuição dos filmes indicados, geralmente lançados nessa temporada. Assim, era a primeira vez que o evento ocorreria em fevereiro desde o Oscar 1942.
Em agosto de 2003, a Academia contratou o produtor de cinema Joe Roth para supervisionar a produção da cerimônia. No mês seguinte, o recém-contrato convidou o veterano anfitrião Billy Crystal para assumir a apresentação da premiação para oitava vez. Para despertar o interesse do público, Roth produziu três trailers para a promoção do evento, destacando três sucessos pop à época ("Hollywood", da Madonna; "Hey Ya!", do OutKast e "Get the Party Started", de Pink) e momentos marcantes de cerimônias anteriores, ao lado dos slogans "Expected the unexpected" ("Espere o inesperado") e "It's Oscar night" ("É a noite do Oscar"). Esses promocionais foram exibidos em diversas salas de cinema, canais a cabo e em lojas da locadora Blockbuster Inc. em vários países. Ainda, a Academia permitiu que a apresentadora Oprah Winfrey cobrisse a preparação da cerimônia em seu talk show homônimo.
O monólogo de abertura de Billy Crystal ironizou as diferenças entre o panorama político de 1991, quando foi anfitrião da cerimônia pela primeira vez, e de 2004: "As coisas eram tão diferenças. Vocês sabem o quão diferente era? George W. Bush era presidente e estávamos no fim da Guerra do Golfo com o Iraque". Em uma apresentação pré-gravada, Crystal zomba da pirataria CAMrip, tipo de cópia de filmes feita com uma câmera na sala de cinema; em seguida, o anfitrião encontra um envelope com o anel de Sauron e parodia a personagem Gollum, referência ao filme mais indicado da edição, The Lord of the Rings: The Return of the King. Crystal também executou canções de obras clássicas para cada um dos indicados à categoria principal: para Mystic River, "Ol' Man River" de Show Boat; para Lost in Translation, "Maria" de West Side Story; para Seabiscuit, "Goldfinger" do filme homônimo; para Master and Commander: The Far Side of the World de "Come Fly with Me" da película homônima e para The Lord of the Rings: The Return of the King, "My Favorite Things" de The Sound of Music.

### Proibição descreeners
Em setembro de 2003, a Motion Picture Association of America (MPAA) baniu distribuições screeners, cópias de filmes geralmente enviadas aos críticos e jurados de prêmios, pois estavam receosos que pudessem servir à pirataria. Muitos estúdios independentes e cineastas jovens, no entanto, se opuseram a essa decisão, acusando que prejudicaria filmes menores de serem indicados às premiações, principalmente o Oscar, já que a forma screener facilitava atrair a atenção dos membros da Academia. No mês seguinte, a AMPAS e a MPAA chegaram a um acordo em que os votantes receberiam as cópias com a condição de mantê-las fora do alcance de pessoas não afiliadas à organização. Em dezembro de 2003, um juiz federal de Nova Iorque anulou a proibição de acordo com a lei antitruste dos Estados Unidos.

### Bilheteria dos filmes indicados
Na semana do anúncio dos indicados, em 27 de janeiro de 2004, o valor bruto somado pelas cinco obras na categoria principal era de US$ 638 milhões, média de US$ 127 milhões por filme. The Lord of the Rings: The Return of the King assegurou a maior bilheteria entre os aparentes no Oscar 2004, totalizando US$ 338.3 milhões em recibos de mercado doméstico. Em seguida, aparecem Seabiscuit (US$120.2 milhões); Master and Commander: The Far Side of the World (US$85.3 milhões); Mystic River (US$59.1 milhões) e, finalmente, Lost in Translation (US$34.8 milhões).
Dos cinquenta filmes mais lucrativos do ano de 2003, dez obras indicadas à cerimônia aparecem na lista: Finding Nemo (1.º); The Lord of the Rings: The Return of the King (2.º); Pirates of the Caribbean: The Curse of the Black Pearl (3.º); Seabiscuit (16.º); Something's Gotta Give (21.º); The Last Samurai (23.º); Master and Commander: The Far Side of the World (31.º); Brother Bear (32.º); Cold Mountain (37.º) e Mystic River (46.º).

### Implementação do atraso de transmissão
Após o escândalo do Super Bowl XXXVIII, em que a cantora Janet Jackson teve o seio exposto no intervalo das atrações, a rede ABC implementou o atraso de transmissão de cinco segundos para garantir que nenhum material ao vivo repercutisse algum imprevisto de natureza imprópria. No entanto, o presidente da AMPAS, Frank Pierson, protestou contra essa decisão em uma declaração escrita: "Mesmo que haja um breve atraso, [essa medida] introduz uma forma de censura na televisão — não diretamente de controle governamental —, mas indica que membros da emissora sabem o que o governo tolera ou proíbe". Em resposta, o produtor da edição reiterou que a censura só seria aplicada a palavras de baixo calão e não a discursos políticos.

### Avaliação em retrospecto
A cerimônia recebeu avaliações diversas de jornalistas norte-americanos. O crítico de televisão do Chicago Tribune, Steve Johnson, lamentou que "o show perdeu o sentido familiar e foi decepcionantemente 'correto'" e reiterou o desagrado com o atraso de transmissão de cinco segundos implementado pela rede. Tom Shales, do The Washington Post, ironizou que o evento "foi tão divertido como assistir à solidificação do Jell-O" e acrescentou que "a falta de surpresas nos prêmios contribuiu para uma atmosfera sem graça durante a transmissão". O colunista Tim Goodman, do San Francisco Chronicle, comentou: "o Oscar 2004 arrastou-se sem muito drama ou comédia, sugando a vida do evento, mesmo enquanto fazia justiça à obra-prima que é The Lord of the Rings: The Return of the King".
Outros meios de comunicação, por outro lado, mostraram-se mais satisfeitos com o evento. Ken Tucker, da Entertainment Weekly, elogiou a posição anfitriã de Billy Crystal: "localizou o meio intermediário perfeito entre a idoneidade aduladora de Steve Martin e a seriedade de Whoopi Goldberg". Sobre a cerimônia em si, disse que "conseguiu fazer o que Hollywood não fez: nos convencer de que este foi um ótimo ano para o cinema". O crítico de cinema Andrew Sarris, do New York Observer, escreveu que "[esta] foi a edição mais engraçada e menos tediosa de sua memória" e exaltou a produção de Joe Roth. USA Today expôs nas palavras de Robert Bianco que, "apesar da falta de suspense devido à varredura de The Lord of the Rings, Crystal conseguiu tirar boas risadas durante a noite [...] a cerimônia foi mais glamourosa e otimista que a edição passada, com ritmo decente".

### Recepção e audiência
Em seu país de origem, a transmissão da ABC atraiu uma média de 43,56 milhões de telespectadores no decorrer do evento, índice 26% maior que a audiência do Oscar 2003. Estima-se que 73,89 milhões de pessoas assistiram parcial ou integralmente à cerimônia. Pelo Nielsen Ratings, também obteve números superiores à edição anterior, com 26,68% dos televisores sintonizados na rede, total de 41,84 pontos. Além disso, apenas entre os espectadores de 18 a 49 anos, contabilizou 38,79 pontos. Os valores conquistados resultaram na maior audiência desde o Oscar 2000.
No Brasil, a cobertura foi realizada pela TNT e pelo Sistema Brasileiro de Televisão (SBT) com tradução simultânea para o português, às 22h no horário de Brasília. Para promover a cerimônia e a intensa repercussão pela indicação de Cidade de Deus, o SBT exibiu no Cine Belas Artes durante todo o mês filmes já reconhecidos pela premiação: The Hurricane, The Exorcist, Fargo e The Accused. Na rede aberta brasileira, a apresentadora Maria Cândida conduziu a transmissão ao lado dos comentários do crítico e jornalista Rubens Ewald Filho, e a repórter Paoula Abou-Jaoude ficou responsável pela entrevista com os indicados no dia do evento. O Oscar 2004 rendeu ao SBT média de 9 pontos e picos de 13, fixando-se na segunda colocação segundo o Instituto Brasileiro de Opinião Pública e Estatística (IBOPE), atrás da exibição do Fantástico e do Big Brother Brasil 4, da Rede Globo.
Em julho de 2004, a apresentação do evento recebeu nove indicações ao Emmy Award, inclusive à categoria de melhor especial de variedades, música ou comédia. Dois meses depois, na noite da premiação, conquistou a estatueta de melhor diretor em especial de variedades para Louis J. Horvitz.

## In Memoriam
O tributo anual In Memoriam foi apresentado pelo presidente da Academia, Frank Pierson. Em homenagem aos artistas falecidos no ano anterior, a montagem exibida apresentou um trecho de "The Love of the Princess", canção composta para o filme The Thief of Bagdad por Miklós Rózsa (Ben-Hur, Spellbound, Quo Vadis, King of Kings e El Cid).
| - Gregory Peck - Wendy Hiller - David Hemmings - Hope Lange - George Axelrod - Charles Bronson - Michael Jeter - David Newman - Ron O'Neal - Art Carney - Elia Kazan - Leni Riefenstahl - Karen Morley - Buddy Ebsen - John Schlesinger | - Stan Brakhage - Ray Stark - Andrew J. Kuehn - John Ritter - Hume Cronyn - Buddy Hackett - Michael Kamen - John Gregory Dunne - Robert Stack - Alan Bates - Gregory Hines - Jack Elam - Jeanne Crain - Ann Miller - Donald O'Connor |

Um tributo separado a Bob Hope, comediante, ator e veterano anfitrião do Oscar, foi apresentado por Tom Hanks. Mais tarde, a atriz Julia Roberts apresentou um à atriz Katharine Hepburn.